# 宽苞阴地翠雀花
宽苞阴地翠雀花（学名：Delphinium umbrosum sp. drepanocentrum）为毛茛科翠雀属下的一个亚种。

## 扩展阅读
- 維基物種上的相關：宽苞阴地翠雀花